# Apotropina gracilis
Apotropina gracilis är en tvåvingeart som först beskrevs av Malloch 1913.  Apotropina gracilis ingår i släktet Apotropina och familjen fritflugor. Inga underarter finns listade i Catalogue of Life.